# Syllabus contre le racisme
En avril 1938, la Sacrée congrégation des séminaires et universités publie à la demande de Pie XI un syllabus, daté du 13 avril 1938, condamnant les théories racistes qui est adressé aux établissements catholiques du monde entier.

## Historique
En 1936, le Saint-Siège constitue une commission chargée d'élaborer un document doctrinal destiné à contrer les idées national-socialistes exaltant le rôle de l'État et le concept de race, document terminé au printemps 1937. Une partie de ses idées se retrouvent dans l'encyclique Mit Brennender Sorge.
Il est publié le 3 mai 1938 dans l'Osservatore Romano.

## Études
- A. J. Pfiffig, Dieu ou race: réflexions au sujet du Syllabus contre le racisme du 13 avril 1938, Casterman, 1939, 98 pages. Ce livre figure sur la première liste Otto.
- Philippe Chenaux, Pie XII, diplomate et pasteur, Éditions du Cerf, p. 209-210 lire en ligne.